# Eleições parlamentares em Liechtenstein de 2009
As eleições parlamentares liechtensteinenses de 2009 foram realizadas em 8 de fevereiro. A vitória ficou com a União Patriótica, que obteve 47,61% dos votos válidos.